# Шапошникова, Татьяна Олеговна
Татьяна Олеговна Шапошникова (Tatyana Shaposhnikova; род. 20 сентября 1946) — советский и шведский математик, специалист по функциональным пространствам и дифференциальным уравнениям, популяризатор науки, переводчик детской литературы.
Окончила ЛГУ (1969) и аспирантуру (1972), в 1973 году, защитив диссертацию под руководством Соломона Михлина, получила степень кандидата физико-математических наук.
В 1973—1990 годы на научно-педагогической работе в вузах Ленинграда: ассистент, старший преподаватель, доцент. Дважды была вынуждена уволиться за дружбу с известными диссидентами.
В 1990 году вместе с мужем Владимиром Мазьей эмигрировала в Швецию.
С июля 1991 по сентябрь 2013 год — ассоциированный профессор отделения математики Линчёпингского университета, в 2004—2008 годы — профессор университета Огайо.
С октября 2013 года работает в должности профессора с неполной занятостью на математическом отделении Королевского технологического института в Стокгольме.
Награды: премия Вердагера (2003), премия Туреусов (2010).
Автор 4 книг. Перевела на русский язык книги Клайва Льюиса «The Voyage of the Dawn Treader», «The Silver Chair», «Screwtape Letters», опубликованные в России в 1991—1992 годы. Начиная с 2005 года, перевела на русский язык несколько книг шведских писателей Свена Нурдквиста и Стига Ларссона.